# Поляки в Ісландії
Поляки в Ісландії — спільнота поляків в Ісландії.
Кількість поляків, зацікавлених у країні, а також у виїзді на роботу зросла після інтеграції Польщі з ЄС (Ісландія є членом ЄЕЗ) у 2004 році. Багато поляків покинули острів після фінансової кризи 2008 та 2009 років, коли там проживало 11 003 поляків (офіційні дані за 2009 рік), тобто 3,45 % від загальної кількості населення або 45,13 % усіх іммігрантів.
Найбільші групи поляків можна знайти в Рейк'явіку, Кефлавіку та Хафнарфьордурі. Велика група поляків проживає на сході Ісландії поблизу міста Рейдарфьордур, в основному це люди, які працюють у важкій промисловості (алюмінієві заводи). Офіційно в Ісландії проживає 13 771 поляк (2017 р.), що становить 3,9 % від усього населення острова (38,3 % усіх іммігрантів).
Кількість поляків за місцевістю
- Рейк'явік — 3033 із 118 814 (2,55 %)
- Коупавогюр — 845 з 31205 (2,71 %)
- Гапнарф'єрдюр — 850 з 26 486 (3,21 %)
- Рейк'янесбайр — 848 з 14 137 (6,00 %)

Найвищий відсоток
- Tálknafjarðarhreppur — 34 з 276 (12,32 %)
- Langanesbyggð — 55 з 512 (10,74 %)
- Snæfellsbær — 186 з 1737 (10,71 %)

У липні 2012 року вийшла перша книга в історії Ісландії, видана польською мовою Яніною Ришардою Шимкевич. Це вигаданий путівник, виданий ісландським видавництвом ARISA, розроблений у Польщі Studio Editorial.
Для поляків, вірних Римо-Католицькій Церкві, у церквах кількох міст проводяться меси польською мовою. Релігійні збори інших конфесій (зокрема, Свідків Єгових в Рейк'явіку) також проводяться польською мовою.